# Resolució 1163 del Consell de Seguretat de les Nacions Unides
La Resolució 1163 del Consell de Seguretat de les Nacions Unides, adoptada per unanimitat el 7 d'abril de 1998 després de reafirmar totes les resolucions anteriors del Sàhara Occidental, el Consell va ampliar el mandat de la Missió de Nacions Unides pel Referèndum al Sàhara Occidental (MINURSO) fins al 20 de juliol 1998 perquè pogués procedir amb tasques d'identificació dels votants.
El Consell de Seguretat va reafirmar l'acord entre el Govern del Marroc i el Front Polisario sobre l'aplicació del Pla de Regularització i que la responsabilitat de la identificació dels votants era la de la Comissió d'Identificació. També va reiterar la necessitat d'un referèndum sobre l'autodeterminació pel poble del Sàhara Occidental d'acord amb el Pla de Regularització.
Després d'ampliar el mandat de la MINURSO fins al 20 de juliol de 1998, la resolució va prendre nota de la continuïtat del desplegament d'unitats d'enginyeria i personal administratiu necessaris per al desminatge i el suport al desplegament de personal militar, respectivament, i consideraria un petició de tropes addicionals i policia. El Consell va convidar els governs d'Algèria, Mauritània i Marroc a signar Status of Forces Agreement amb les Nacions Unides.
La resolució va concloure demanant al Secretari General Kofi Annan que informi al Consell cada 30 dies sobre l'aplicació de la resolució actual i el mandat de la MINURSO.